# 俾斯麦兵营
36°03′55″N 120°19′58″E / 36.06528°N 120.33278°E
俾斯麦兵营（德語：Bismarck-Kaserne），旧址位于中国山东省青岛市市南区鱼山路5号中国海洋大学鱼山路校区院内，靠近校园红岛路5号后门，是驻青德国海军于1903-1909年间建设的一座大型兵营建筑群。此后曾先后成为日军、北洋政府军兵营。1924年改为私立青岛大学校舍。后为国立山东大学所使用，期间曾在原兵营基础上扩建校舍。整个建筑群现为全国重点文物保护单位青岛德国建筑群的一部分。
俾斯麦兵营建筑現存的有：水产馆1、2号楼、海洋馆，地质馆（以上为全国重点文物保护单位文物本体）、一多楼、档案馆楼。

## 建筑历史

### 清军嵩武中营
俾斯麦兵营旧址的原址是建于章高元驻防时期（1892-1897）的清军“嵩武中营”。该营房位于群山环绕的山谷中，东北侧与东南侧紧邻今天的青岛山和八关山，西侧和西北侧不远处是今天的信号山和伏龙山，后来被部分学者称为“青岛河”的一条地表径流流经兵营西侧。营房平面呈矩形，营房和营门均朝向西南。营房环绕以夯土围墙，营门以石料砌成，门洞上方有一石匾，刻有阴文“嵩武中营”四字。营房全部为中式平房。
1897年11月14日，德军占领青岛，原嵩武中营继续作为兵营使用，并改名为“东营”（Ostlager），营门石匾也以德文牌匾覆盖。部分德国当局军政官员（如华人事务专员单威廉）也在此处暂居。为改善居住条件，德国当局营房进行了临时性的修缮，并设置排水系统、安装路灯。原有的夯土围墙也被拆除。该营房后来为建设俾斯麦兵营而被拆除。
- 德军占领后不久的嵩武中营，营门上方的牌匾尚未被覆盖
- 普鲁士亲王海因里希在营门前阅兵
- 天主教会在兵营内进行礼拜，为方便传教，礼拜向中国人开放
- 夯土围墙拆除后的东营
- 东营内的营房，照片中可见中式营房已由德国人加装落水管、路灯等设施

### 德军、日军、北洋陆军兵营时期

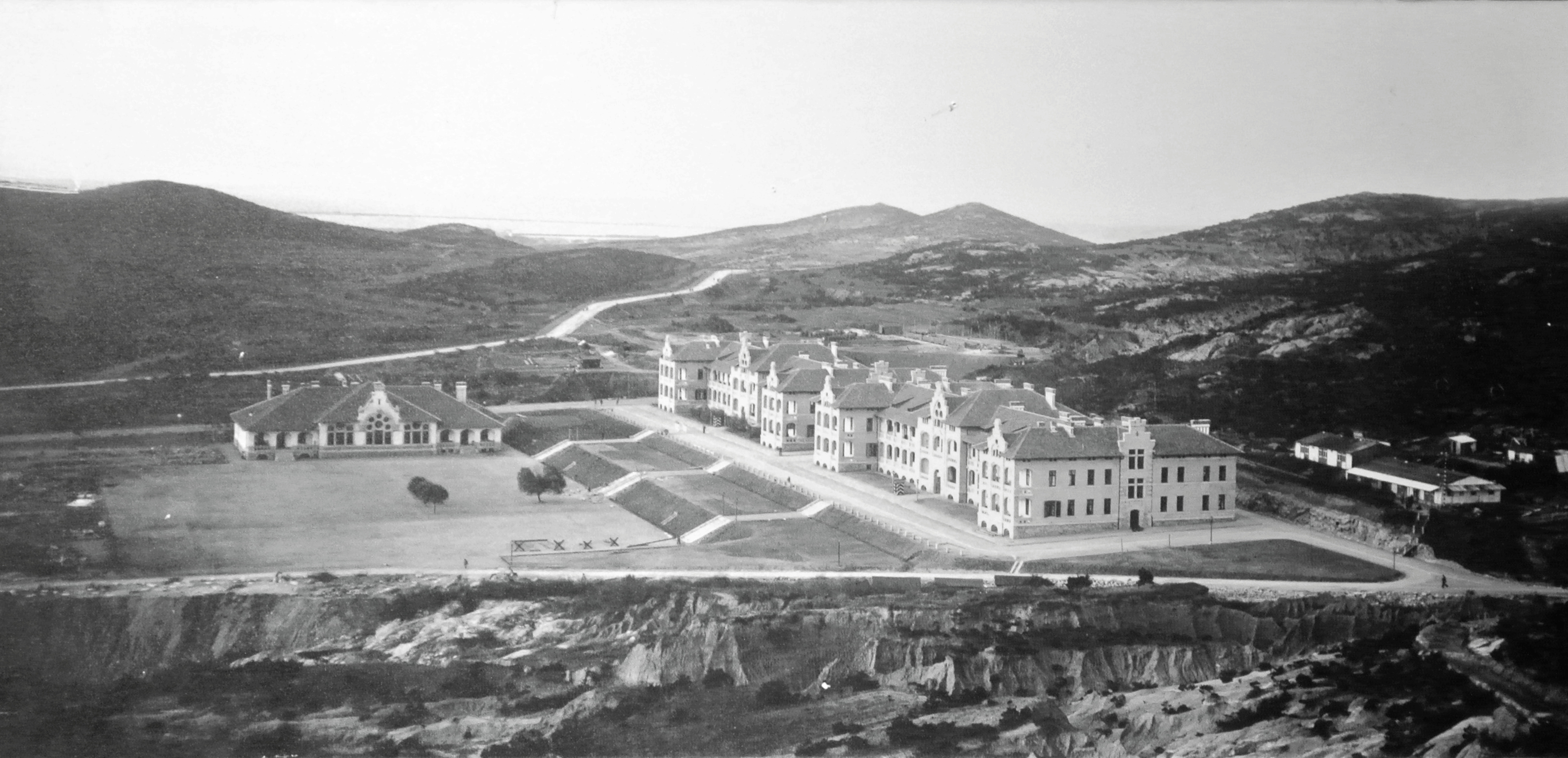
新建成的I号、II号营房及礼堂（左侧），后方的马厩刚刚开始建设

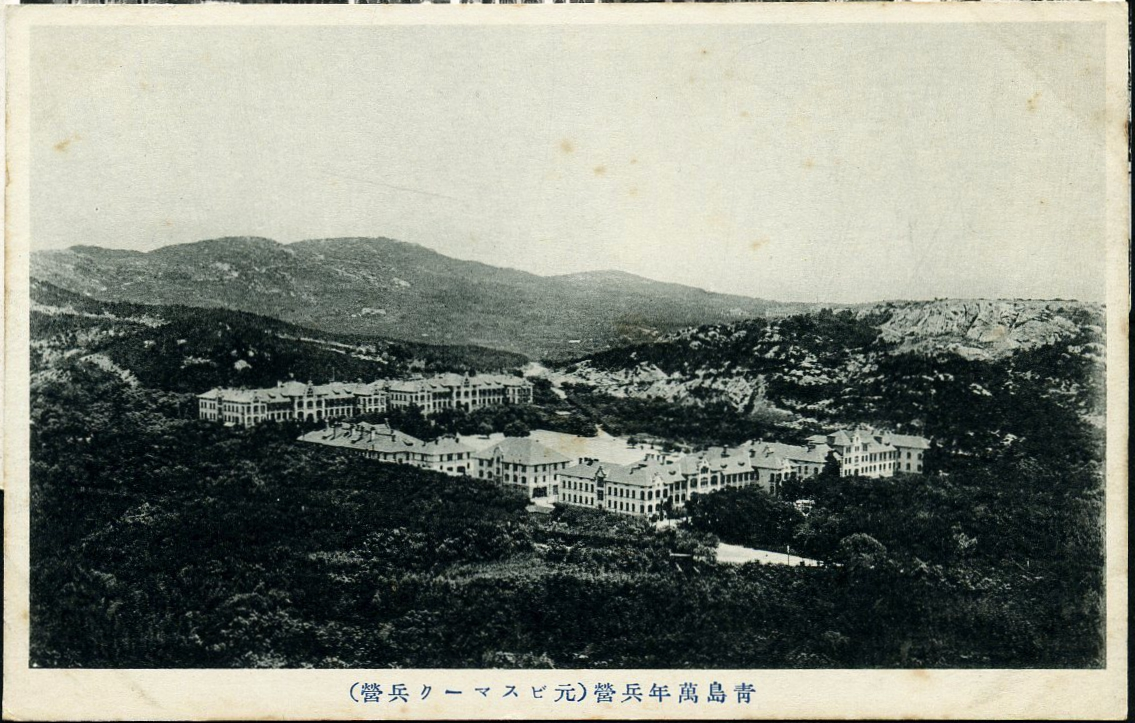
第一次日占时期的兵营全景

1903年，胶澳总督府开始在嵩武中营的原址建设继伊尔蒂斯兵营之后的第二座永久性兵营，由总督府建设局（Bauverwaltung）设计，广包公司（Baufirma F. H. Schmidt）承建，洛塔尔·马尔克斯（Lothar Marcks）监理，至1905年完工。首批完成的建筑为设计相同的I号与II号营房以及兵营礼堂。兵营邻近俾斯麦山（Bismarck-Berg，今青岛山），并因此与该山峰一同使用了“铁血宰相”奥托·冯·俾斯麦的名字。两座营房北侧的马厩在营房与礼堂建成后不久也开始建造并建成投入使用，营房西南侧的空地则用作操场。建筑群初步建成后，海军第三营（III. Seebataillon）指挥部及部分连队自伊尔蒂斯兵营迁至此处驻扎。
1905年，胶澳总督府与清政府签订《胶高撤兵善后条款》，海军第三营驻扎在胶州、高密的两个连于此后撤回青岛。为安置自胶州撤回的第三营一连（1. Kompagnie），总督府于1906年开始建设俾斯麦兵营III号营房，与之同时建设的是兵营礼堂西南侧的士官公寓及I号营房西北侧的军官公寓（今“一多楼”）。III号营房东南侧的IV号营房在前者建成一段时间后开始建设，同时建设的是礼堂与士官公寓之间的军官公寓。所有工程最终在1909年结束，耗资75万金马克。
1914年11月，日军占领青岛，该兵营改名为万年兵营，为日军所使用，在此驻扎的是青岛守备军步兵第二大队、第三大队、独立步兵第七大队。1922年12月，北洋政府收回青岛，北洋陆军第五师第十旅驻扎于此。

### 作为校舍使用

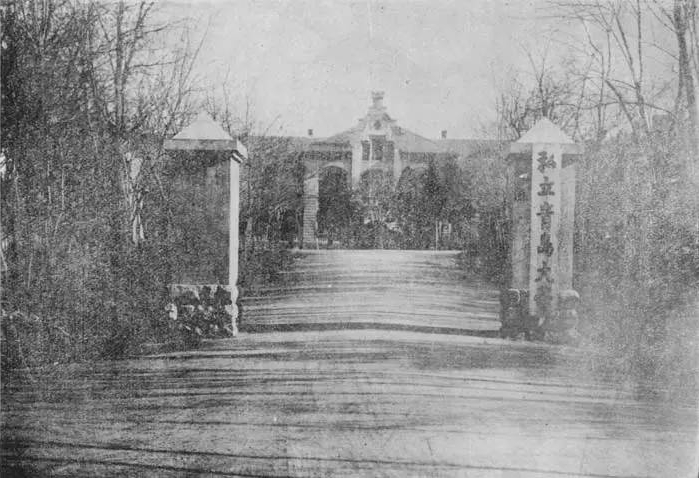
私立青岛大学校门，后方为原III号营房

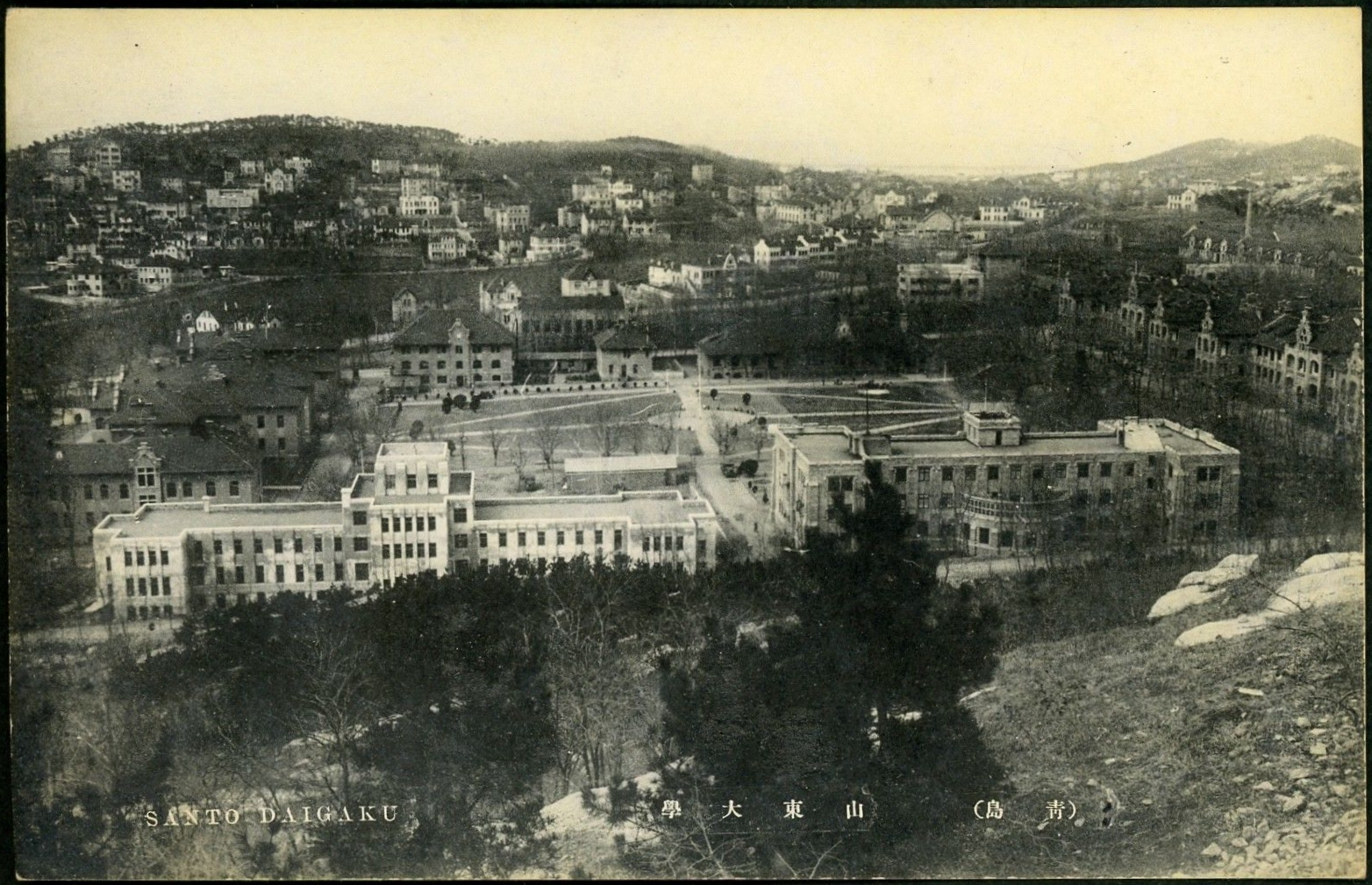
全面抗战爆发前不久的国立山大校舍，拍摄角度为八关山，近处为化学馆和科学馆

将俾斯麦兵营改为大学校舍的计划1921年即已出现。1921年10月，日华实业协会向日本陆军青岛守备军司令部申请建立青岛商科大学，具体负责此事的工藤铁男向青岛守备军司令由比光卫提出无偿转让万年兵营作为大学校舍，并获批准。但不久后中日双方谈判交接青岛主权时，日方放弃将万年兵营改作青岛商科大学校舍的计划，而青岛商科大学计划亦最终胎死腹中。
1923年3月，北洋政府教育部职员李贻燕在《调查青岛教育报告书》提出在青岛创办一所大学，并认为俾斯麦兵营适合作为校址。同年康有为在青岛购宅居住后，亦曾有计划在俾斯麦兵营创办大学，但因有军队驻扎其中而作罢。1924年5月29日，胶澳商埠督办高恩洪成立私立青岛大学筹备处，筹备建校事宜，并选定原俾斯麦兵营址作为大学校址。该决定遭到第五师第十旅时任旅长王翰章反对，双方争执不下，并请时任直鲁豫三省巡阅使吴佩孚裁定，吴佩孚下令将兵营改为校址。9月20日，私立青岛大学正式在俾斯麦兵营旧址开学。
1925年10月，吴佩孚等直系军阀在第二次直奉战争中失败，高恩洪于11月5日受牵连去职，学校运作出现困难。新到任的胶澳督办、渤海舰队司令温树德对教育事业淡漠，大学校方被迫将校舍部分空闲房屋借给军方使用。1929年4月，南京国民政府接收青岛后，时任青岛接收专员陈中孚批示市政部门自5月起不再资助大学，私立青岛大学遂停办。
1929年，蔡元培、何思源、蒋梦麟等人计划在省立山东大学和私立青岛大学的基础上创办国立青岛大学，并于6月20日在济南召开国立青岛大学筹备委员会第一次会议。7月2日，私立青岛大学一切校产交予国立青岛大学筹办委员会。1930年9月21日，国立青岛大学开学，沿用俾斯麦兵营作为校舍。1932年9月2日，国立青岛大学改名国立山东大学。国立山东大学在青岛高等教育史、青岛文化史、山东大学校史中具有重要地位，老舍、沈从文、王淦昌等文化名人、著名学者曾在此任教。在此期间，校方在原兵营设施的基础上建设了科学馆、化学馆、工学馆等新校舍。

### 1938年后

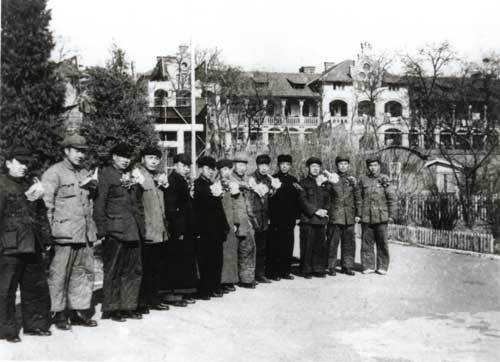
山东大学1951年开学典礼暨山东大学与华东大学合校成功庆祝大会主席团合影，后方为原I号营房

1937年7月7日全面抗战爆发后，国立山大于11月迁往内陆地区，次年停办。1938年1月，日军再次占领青岛，原国立山大校舍被日本海军占用，期间曾在此修筑沿大学路的混凝土围墙。1945年8月日本投降后，美国海军陆战队第六师于10月进驻青岛，将原俾斯麦兵营连同其南侧的原日本中学校舍一并作为兵营使用。1946年，国立山大校长赵太侔筹备复校，与时任美国海军第七舰队司令柯克谈判，接收原日本中学校舍等部分房屋作为临时校舍。10月25日，国立山大在青岛复校，但原校舍仍为美军所占用。国立山大师生就此向美军抗议、施加舆论压力，并向时任美国驻华大使司徒雷登请愿。经司徒雷登从中斡旋及山大师生的努力，美军于1949年2月3日将国立山大原校舍交还。
1949年6月2日解放军接管青岛后，中国共产党设立的华东大学于1951年在青岛与山东大学合校。1958年10月，山东大学大部分师生自青岛迁往济南，仅海洋、地质、水产三系留在青岛，后于1959年调整成立山东海洋学院，校址仍设于原山大校舍。1988年更名为青岛海洋大学，2002年更名为中国海洋大学。俾斯麦兵营旧址现为海大鱼山校区的一部分，1999年12月30日列入第六批青岛市文物保护单位。2000年列入第一批青岛市历史优秀建筑。2006年5月25日列入第六批全国重点文物保护单位青岛德国建筑群扩展名单。

## 建筑特色

### 俾斯麦兵营营房

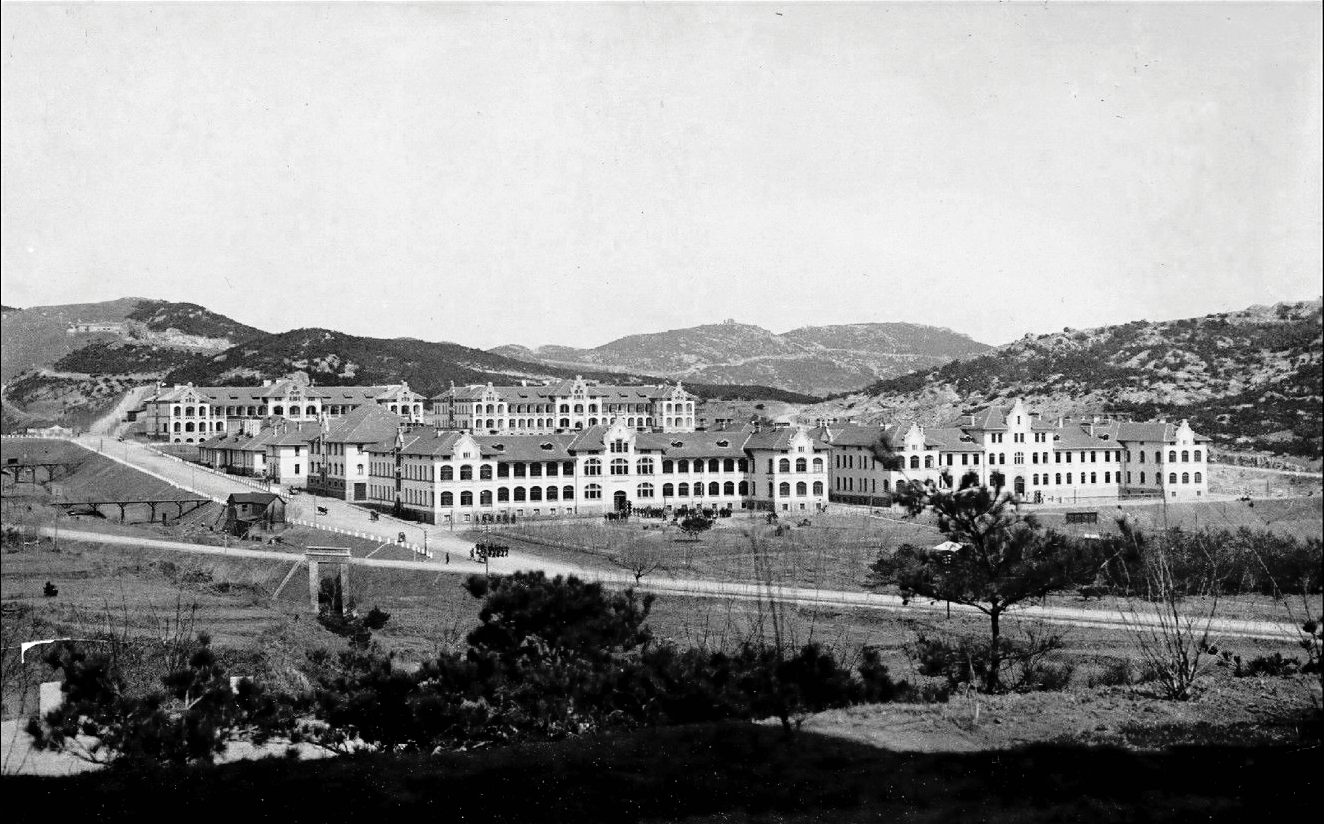
俾斯麦兵营四座营房全景，后方为I号、II号营房，前方为III号、IV营房，其中间左侧为礼堂、军官公寓及士官公寓

俾斯麦兵营建筑群总共有大小建筑十余栋，各建筑的外立面风格互相保持一致。整个建筑群围绕矩形操场分布，四座“工”字形营房两两并列，分别位于操场东北侧与西南侧，西北侧为并列的三座附属建筑，另有其他附属建筑分布于操场以北。该建筑群建造前后历时七年，建造时代正处于德国本土乃至欧洲建筑风格自复古主义向实用主义过渡、转化的时期。此种趋势在俾斯麦兵营各建筑即有体现，其外立面装饰元素逐渐减少，装饰逐渐趋于简约、实用。与建于1899-1901年间的伊尔蒂斯兵营、建于1905-1909年间的毛奇兵营相比，俾斯麦兵营的过渡风格明显。此外，出于卫生考虑，各营房均设有与厕所分开的盥洗间，并引入了在当时尚属先进的抽水马桶。

#### I号、II号营房
I号、II号营房建于1903-1905年，是两座出自同一张图纸的营房，外观、规模、结构基本相同。其面积均为5865.17平方米，主体建筑两层，设有地下室及阁楼。正立面朝向西南，为横三段纵五段布局，中央及两端突出，檐口起阶梯形山花，两层均设有敞廊。立面装饰具有哥特式复兴建筑特点，敞廊拱券以花岗岩石雕圆柱支撑，山花以花岗岩砌成，墙基、墙角、檐口等处以花岗岩装饰。屋顶敷设红瓦。内部层高约4米。
I号、II号营房在国立山大时期为第二、第四校舍，现分别为中国海洋大学水产馆2号楼、1号楼，为海大水产学院所使用。2013年8月至9月，校方在未申报文物修缮、无合法施工手续的情况下，对II号营房旧址内部进行违规施工，媒体曝出后，文物部门有所回应，并要求其停工，但施工方并未整改，后不了了之。
- I号营房与II号营房旧影
- 兵营内的阅兵，后方为I号营房，左侧为礼堂
- I号营房旧址，今水产馆2号楼
- I号营房旧址外立面的花岗岩立柱
- I号营房门厅内天花板
- 营房俯视图，后方平房为马厩
- 日军占领后的两座营房
- II号营房旧址，今水产馆1号楼，西侧
- II号营房旧址正立面
- II号营房旧址东南角

#### III号、IV号营房
III号营房始建于1906年，外观、布局与先前建成的两座营房相似，建築面積為6425.67平方米，但外立面的花岗岩装饰大大减少。该建筑后为国立山大第一校舍，为国立山大文学院所在地，现为中国海洋大学海洋馆，为海大医药学院所使用。
IV号营房建于III号营房建成后，1909年完工，建築面積5921.23平方米。外观、布局与其他营房相似，而外立面装饰大大简化，且完全摒弃了此前所建营房中出现的敞廊。该建筑后为国立山大第三校舍。现为中国海洋大学地质馆，为海大海洋发展研究院所使用。
- 竣工后的III号营房，IV号营房尚未建设
- III号营房后侧
- 国立山大时期的III号营房旧址
- III号营房旧址正立面
- III号营房旧址东南角
- 竣工后的IV号营房
- IV号营房旧址
- IV号营房旧址山花顶部的德国鹰徽
- IV号营房旧址内部楼梯
- IV号营房旧址内部走廊

#### 礼堂、军官公寓与士官公寓
兵营操场西北侧、I号营房与III号营房之间有三栋附属建筑，由东北向西南分别为礼堂、军官公寓与士官公寓。
礼堂（即士兵活动中心）建于1903-1905年间，与I号、II号营房同期建造，为一单层建筑，红瓦坡屋顶，外立面装饰使用了与两座大营房相似的风格，而其具有哥特复兴风格的窗户独具特色。该建筑后来沿用为大学礼堂，1983年拆除，原址现为海大鱼山校区图书馆与海洋法学、海事、海商研究所。
军官公寓的建造时代与IV号营房相同，是一栋两层四坡屋顶的小型楼房，建筑规模与布局与同期建成的军官公寓（闻一多故居）相似，但外立面装饰较为简约。该建筑于1924年私立青岛大学筹办后作为女生宿舍使用。1929年6月至1930年9月，蔡元培在青岛筹办国立青岛大学时，曾与家眷在此暂居。国立青岛大学成立后，该楼一楼为女生宿舍，二楼为女教职员宿舍。作家方令孺任中文系讲师时曾居住于此。1949年国立山大收回校舍后改为图书馆。该建筑于1990年拆除，原址现为海大鱼山校区图书馆。
士官公寓建于1906年后，与III号营房建造时代相同。建筑共三层加坡屋顶阁楼，一楼外墙全部以花岗岩砌成，设有车库。正立面（朝向东南）中央偏北的檐口处起山花，其外立面的装饰特点被视为向简洁风格的过渡。该建筑后来被用作大学图书馆，作家梁实秋曾在此任图书馆馆长兼外国文学系主任。后曾为海洋大学档案馆。现为海大水产学院所使用。
- 士官公寓、军官公寓及礼堂，礼堂右后方为今闻一多故居
- 兵营礼堂
- 兵营内的阅兵式，中央偏右处为士官公寓，左侧为III号营房后侧
- 私立青岛大学图书馆
- 士官公寓旧址现貌

#### 闻一多故居
闻一多故居，又称“一多楼”，位于I号营房旧址北侧，邻近今海大学术交流中心及大学路、红岛路路口，约建于1906-1909年间，与IV号营房属于同一批建造的建筑物，最初为军官公寓，为一座两层坡屋顶建筑。国立山大时期名为“第八校舍”，为教职员宿舍。
1930年夏，近代著名诗人闻一多任国立青岛大学文学院院长兼中文系主任，1931年迁居至此，次年离开青岛。与此同时，数学家黄际遇自1930年9月至1936年2月任理学院院长（1935年前兼任数学系主任）时居住在该楼一楼。1978年，该楼辟为闻一多故居展览室，并在楼前设立闻一多雕像，刻有其学生臧克家所撰碑文。1984年12月14日，该建筑列入青岛市文物保护单位。
- 俾斯麦兵营附属建筑，左侧后来为国立山东大学教职员宿舍，即闻一多故居
- 右侧二层楼为后来的闻一多故居，左侧近处为马厩
- 闻一多故居及闻一多塑像
- 闻一多故居
- 闻一多故居南侧

#### 马厩及其他附属建筑
除上述建筑外，兵营还建有若干附属建筑、临时建筑，均为平房。其中规模最大的为兵营马厩，位于I号营房北侧，其原址与今闻一多故居隔红岛路相望。马厩约建于1905年，外立面以红砖、阶梯形山花等装饰。1909年曾扩建。该建筑后曾为海洋大学印刷厂及汽修厂，1999年拆除。

#### 海军第三营阵亡官兵纪念碑

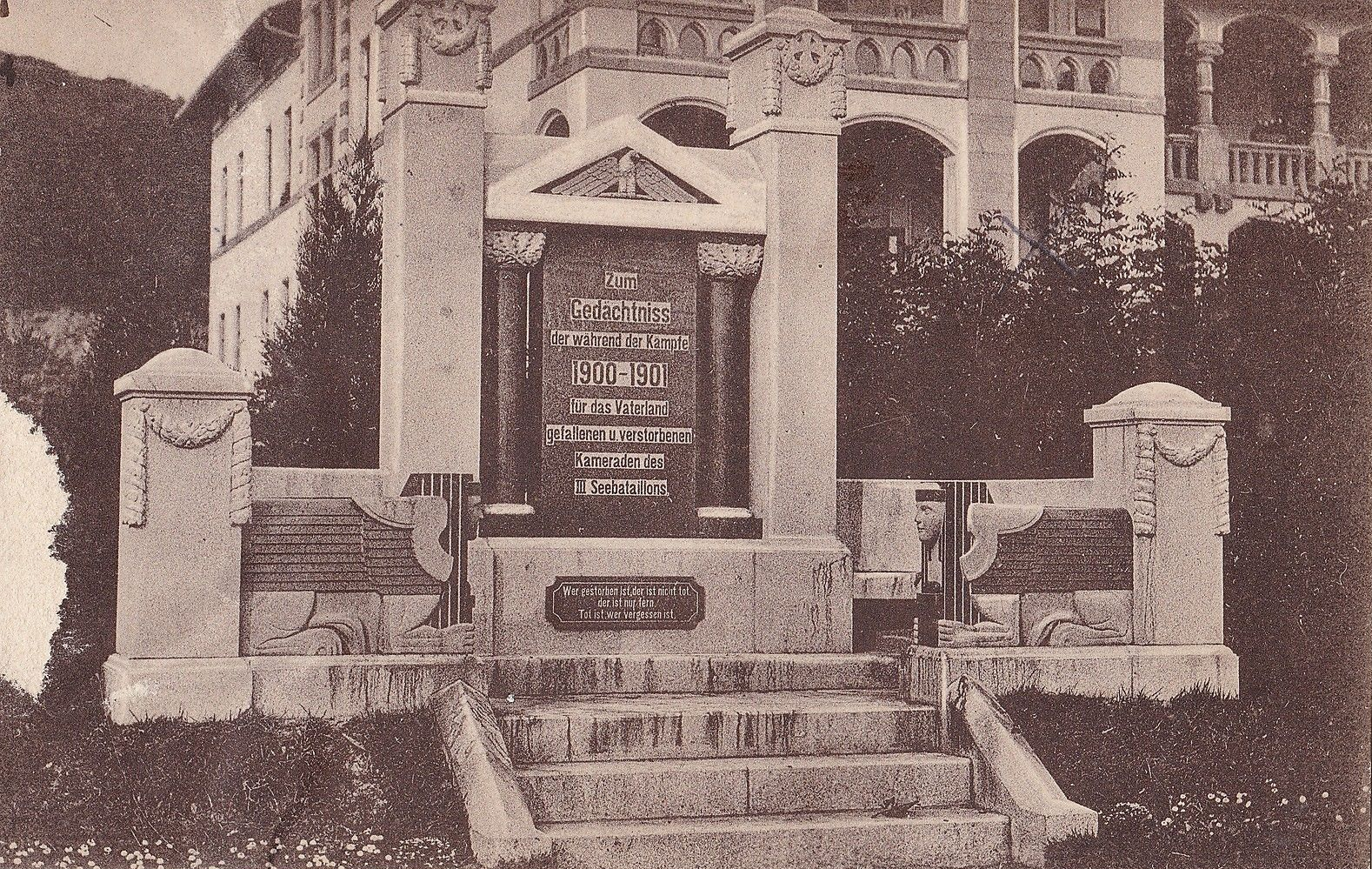
海军第三营阵亡官兵纪念碑

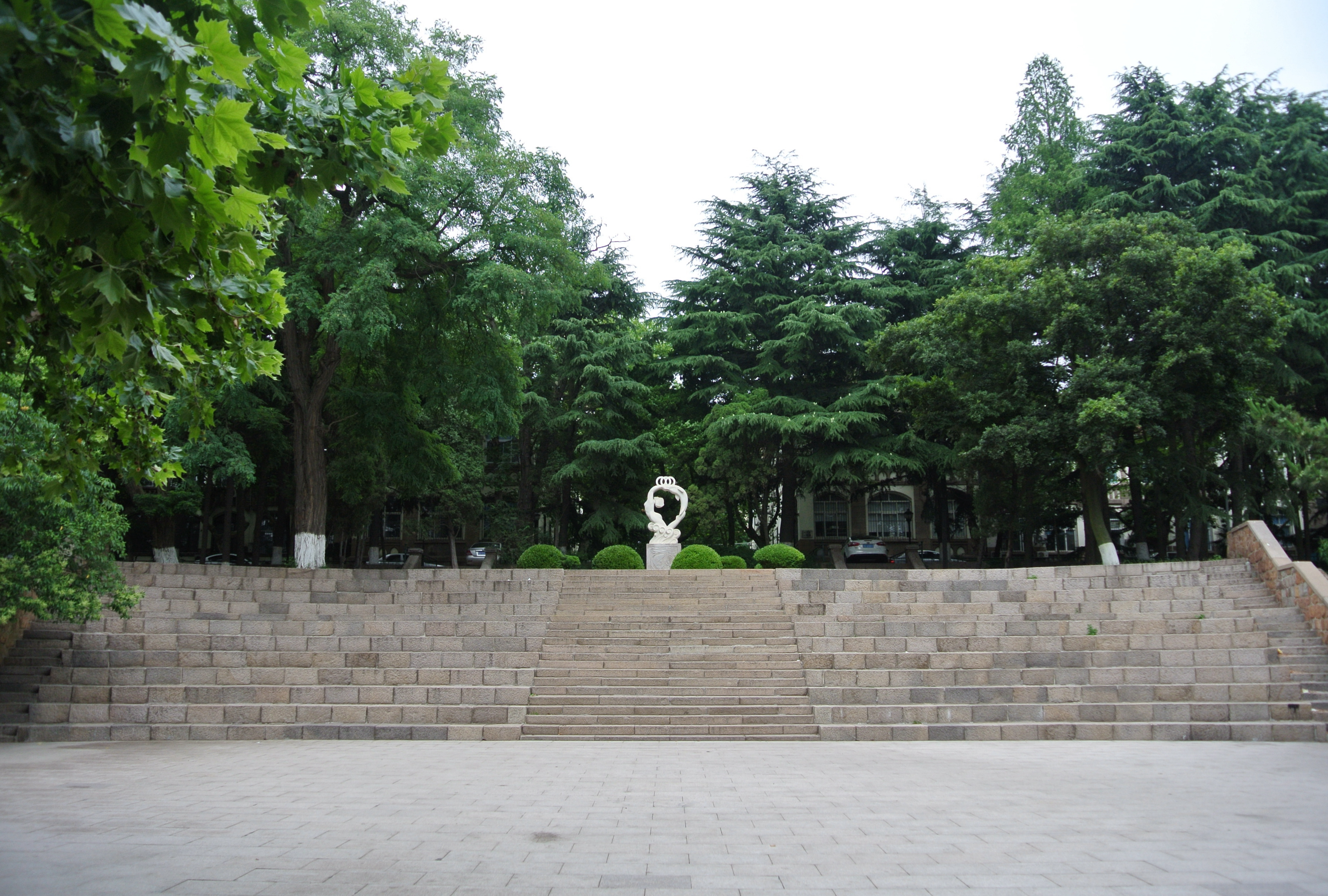
兵营旧址中央的广场，中间雕塑的位置大致为纪念碑的原址，后方可见被树木遮挡的I号、II号营房旧址

1900年5月28日，德国驻华公使克林德向胶澳总督府发电报称北京周边发生骚乱，要求派出特遣队保护使馆。总督府于第二天派出由1名军官、5名军士和40名海军士兵组成的特遣队乘军舰前往大沽。6月8日，应德国海军东亚分舰队的要求，海军第三营又派出25人前往天津。6月19日，海军第三营营长约翰内斯·克里斯特（Johannes Christ）率领两个连共256名官兵乘军舰前往大沽。6月23日，俄军将领命令德军占领北洋机器局东局及天津火车站，海军第三营在战斗中有1名中尉军官及8名士兵阵亡，多人受伤。与此同时，总督叶世克还曾派军进驻胶州、高密。
后来有人提出为海军第三营在八国联军侵华战争中的阵亡士兵建立纪念碑，海军第三营为此还设立一个纪念碑筹委会，负责预算、设计和施工工作。纪念碑落成于1911年6月23日，位于I号营房与II号营房前方的台阶上。这座纪念碑体量较小，设计却极为讲究。整个纪念碑沿中轴对称，碑体采用黑色大理石。两侧的大理石小圆柱柱头采用了花岗岩。三角形的碑首还有一只展翅雄鹰的浮雕。碑的正面镌刻着“为纪念在1900-1901年的战斗中阵亡的海军第三营的同事们”（Zum Gedächtniss der während der Kämpfe 1900-1901 für das Vaterland gefallen u. verstorbenen Kameraden des III Seebataillons.），碑的背面是阵亡官兵的姓名。前方踏步两侧人面狮身像雕塑，显得极为引人注目。
该纪念碑于1914年日军占领青岛后拆除。纪念碑原址附近于1940年代还曾有一栋小型神社，后来同样被拆除，现仅存两座石灯基座。

### 国立山東大學教学楼
俾斯麦兵营作为国立青岛大学、国立山东大学校舍期间，校方在原兵营建筑群的基础上建设了一批新的教学楼，包括科学馆、化学馆、工学馆、体育馆等。

#### 科学馆
国立山东大学科学馆位于原I号、II号营房南侧，八关山及齐河路北侧。1931年夏，国立青岛大学校务会议决议建造科学馆，以供理学院的生物、化学、物理三系使用。科学馆由著名建筑师董大酉设计，申泰营造厂承建，1932年3月奠基，1933年1月完工，4月1日举行开幕典礼。青岛市市长沈鸿烈、青岛其他学术机构、公共团体领袖，以及北京、杭州等地科学界名流都到场参加。沈鸿烈在致辞中称该建筑为青岛回归以来市内落成的第一栋伟大建筑物，并称“科学为救亡根本要图，斯馆之建成，实有重大意义与使命”。该建筑抗战期间曾为日本海军青岛方面根据地队司令部。该楼现为海洋生命学院所使用。2013年9月，该建筑曾经历翻修，许多旧建筑构件被拆卸。
该建筑高三层，平屋顶，平面呈“工”字形，外墙全部以花岗岩石板覆盖，立面装饰具有哥特式复兴风格。内部一楼为物理系，二楼为生物系，三楼为化学系，中厅以带有哥特式纹路的木雕护墙板装饰，连接中央走廊，后侧为半圆形讲堂，各房间分布于走廊两侧。建筑中段房间为教室及办公室，实验室设于四角。
- 科学馆设计图
- 科学馆旧影
- 国立山大中文系在科学馆门前合影
- 海大科学馆今貌
- 中厅及护墙板

#### 化学馆
国立山东大学化学馆位于科学馆西南侧、IV号营房东北侧、八关山及齐河路路北侧。国立山大化学系原使用科学馆三楼，但原有空间逐渐不敷使用。1936年11月14日的校务会议决定新建化学馆。1937年1月19日，国立山大向青岛市工务局呈送建筑图样并获批准。同年3月，化学馆奠基，奠基石上刻有时任教育部部长王世杰题写的“实学渊泉”四字，同年7月竣工。化学馆建成仅数月后，国立山大因抗战内迁，日军占用校舍作为兵营时将加建一层。该楼现为海洋生命学院所使用。
该建筑高三层（原高两层），钢筋混凝土结构，平屋顶。整体造型及平面布局与科学馆相似，但化学馆中央部分更为突出，高四层，两侧三层。基座及主入口以花岗岩砌成，外墙其他部分为粉刷墙面。立面具有装饰艺术风格，倾向于实用，除窗户之间的纵向影线及大门、四层檐口处的装饰纹路外，几无其他装饰。楼内一层后侧为方形讲堂，较科学馆讲堂规模略小，楼内两端为实验室，中央三层为图书馆。

#### 体育馆
1934年，国立山大向青岛市工务局申请计划在校园靠近大学路一带建设体育馆、员工宿舍及女生宿舍各一栋，由建筑师王枚生设计。但仅有位于国立山大图书馆（士官公寓旧址）北侧体育馆于1936年建成。宋君复任国立山东大学体育部主任时曾将这里作为第十一届奥运会中国运动员训练场地。该建筑1946年被毁。

#### 工学馆
国立山东大学工学馆位于第八校舍（闻一多故居）与大礼堂之间，I号、II号营房旧址西侧，其基址原计划建造宿舍。工学馆1935年11月建成。楼高二层，采用国际风格，与包豪斯建筑类似。后来曾改为美军野战医院。该建筑于大约2002年至2003年间被拆除，原址现为海大学术交流中心。
- 化学馆设计图
- 化学馆正门现貌
- “实学渊泉”奠基石
- 国立山大工学馆
- 国立山大体育馆